# Tateyama
Tateyama (館山市, Tateyama-shi) är en stad i den japanska prefekturen Chiba på den östra delen av ön Honshu. Den har cirka 50 000 invånare, är belägen på den sydvästra delen av Bosohalvön och var den första plats där amerikanska trupper landsteg tre dagar efter att dokumenten för Japans kapitulation vid andra världskriget skrivits under. Tateyama fick stadsrättigheter 3 november 1939.